# 森弗劳尔县 (密西西比州)
森弗劳尔县（英語：Sunflower County）是美国密西西比州西部的一個縣。面積1,832平方公里。根据2020年美國人口普查，共有人口25,971人。縣治印第安诺拉（Indianola）。該縣成立於1844年2月15日，縣名來自向日葵河。